# Barkhera
Barkhera é uma cidade e uma nagar panchayat no distrito de Pilibhit, no estado indiano de Uttar Pradesh.

## Geografia
Barkhera está localizada a 28° 27′ N, 79° 48′ L. Tem uma altitude média de 165 metros (541 pés).

## Demografia
Segundo o censo de 2001, Barkhera tinha uma população de 9881 habitantes. Os indivíduos do sexo masculino constituem 54% da população e os do sexo feminino 46%. Barkhera tem uma taxa de literacia de 41%, inferior à média nacional de 59.5%; com 70% para o sexo masculino e 30% para o sexo feminino. 20% da população está abaixo dos 6 anos de idade.